# Nahr El Assfour
 (février 2015).
Nahr El Assfour ou le fleuve Assfour est un fleuve libanais issu de ruisseaux saisonniers qui se jette dans la mer Méditerranée au sud de Chekka. Il s'assèche totalement en été et n'est pas navigable.